# Myrmotherula minor
El hormiguerito de Salvadori (Myrmotherula minor), es una especie de ave paseriforme de la familia Thamnophilidae perteneciente al numeroso género Myrmotherula. Es endémico del litoral sureste de Brasil. 

## Distribución y hábitat
Se distribuye por el litoral del sureste de Brasil, desde el sureste de Bahía, hacia el sur por los estados de Espírito Santo, Río de Janeiro, São Paulo, Paraná, hasta el extremo noreste de Santa Catarina; existen registros antiguos en el este de Minas Gerais. Antiguos registros de la Amazonia occidental estaban equivocados.

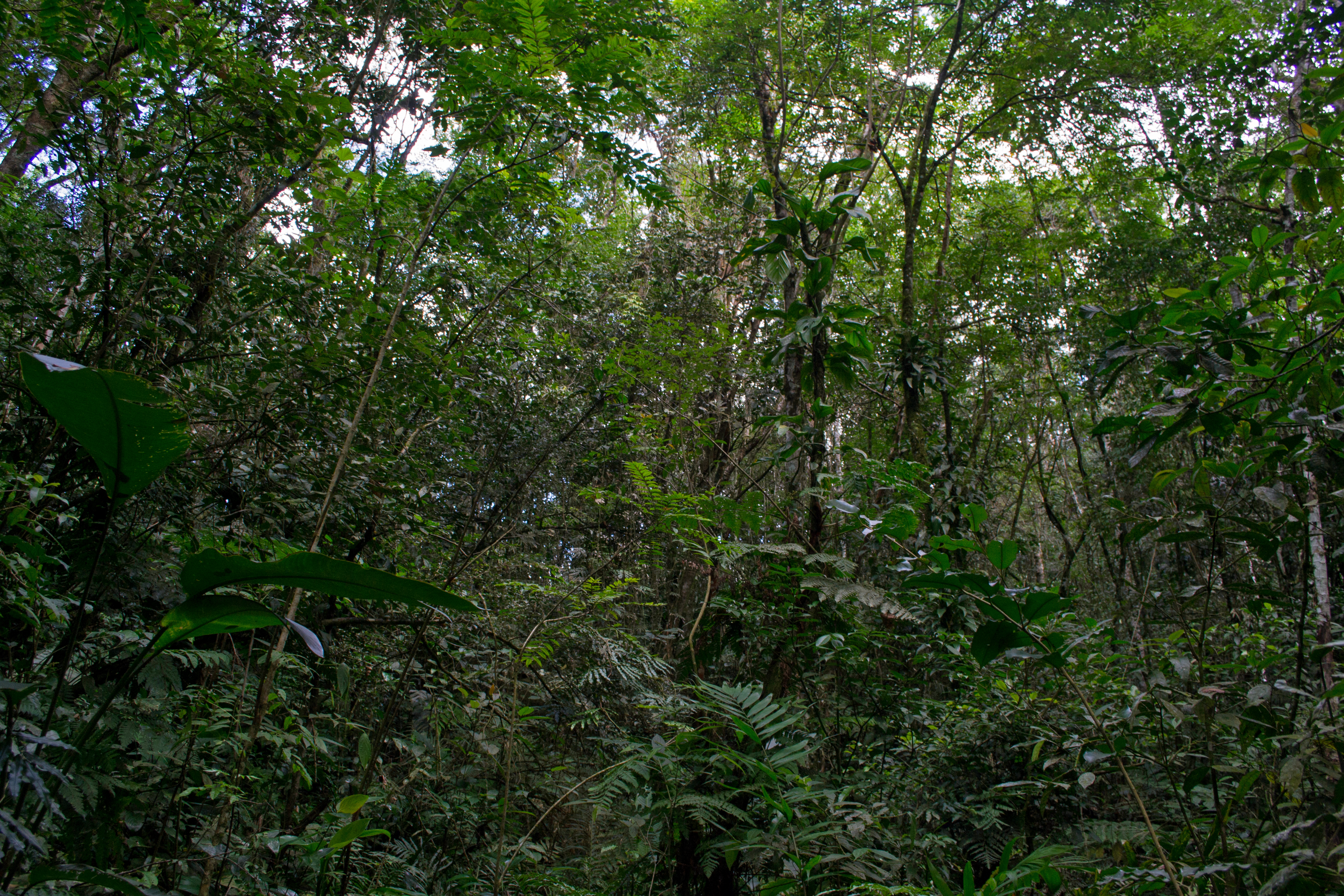
Sotobosque de la Estación ecológica Juréia-Itatins, São Paulo, Brasil, el hábitat de la especie.

Esta especie es considerada poco común y local en su hábitat natural, el sotobosque y el estrato medio de selvas húmedas costeras de la Mata Atlántica, principalmente debajo de los 800 m de altitud. Habita en el interior de selvas húmedas no perturbadas y crecimientos secundarios antiguos, donde los árboles están cubiertos por musgos, bromelias y otras plantas epífitas. Tolera los crecimientos secundarios únicamente si son adyacentes a selvas esencialmente maduras. Casi siempre es encontrado cerca de agua, tanto en terrenos pantanosos como cerca de cursos de agua rápidos.

## Descripción
Es pequeño, mide nueve cm de longitud. El macho es de color gris bastante pálido con un pequeño babero negro que ocupa la garganta y el centro del pecho, la cola, muy corta, tiene una banda subterminal negruzca; las cobertoras de las alas son negras con dos barras punteadas de blanco. La hembra tiene la corona gris ceniza y es de color oliva parduzco por arriba con las cobertoras de las alas con las puntas de un apagado color pardo amarillento; la garganta es blanquecina y el resto de las partes inferiores es pardo oliváceo claro.

## Estado de conservación
Esta especie ha sido calificada como amenazada de extinción en grado «vulnerable» por la IUCN debido a la sospecha de que su población total, estimada en 3500 a 15 000 individuos, esté en rápida decadencia debido a la extensa fragmentación y pérdida de hábitat dentro de su zona. Su zona de distribución ya es relativamente pequeña y su presencia es registrada en unas pocas localidades aisladas y virtualmente no existen hábitats convenientes fuera de las reservas donde es encontrada; además, muchas de estas reservas no están efectivamente protegidas.

### Amenazas
Dentro de la zona histórica de la especie, virtualmente todas las selvas de baja altitud de la Mata Atlántica fuera de áreas protegidas han sido deforestadas e inclusive algunas de estas áreas protegidas no están seguras. En el estado de Espírito Santo, prácticamene no existen más hábitats convenientes para la especie abajo de los 700 m s. n. m. y el acceso humano a las tierras bajas y colinas del sur de Río de Janeiro y São Paulo se ha vuelto fácil desde la década de 1970, con la mayoría de las selvas en la base de las laderas devastadas y altamente degradadas.

### Acciones de conservación
La especie está oficialmente listada como «vulnerable» a nivel nacional en Brasil. En Río de Janeiro, se da en las reservas biológicas Poço das Antas y Tinguá; la Fazenda União, área no protegida, es la única localidad en donde se da en conjunto con el hormiguerito atlántico (Myrmotherula urosticta)  y el hormiguerito unicolor (M. unicolor).  En São Paulo, la mayoría del bosque remanente en el parque nacional de la Sierra de Bocaina solo existe en altitudes inadecuadas para la especie, y el parque estatal Serra do Mar no está adecuadamente protegido. En São Paulo, también está presente en la estación ecológica Juréia-Itatins y en el parque estatal Jurupará y en Espírito Santo en la reserva biológica Augusto Ruschi.

## Comportamiento
Tiene hábitos similares a otros hormigueritos Myrmotherula que habitan en el interior de las selvas, forrajea en pareja o en pequeños grupos, explorando el follaje y la vegetación enmarañada; frecuentemente junto a bandadas mixtas de alimentación del sotobosque.

### Alimentación
Su dieta no es muy conocida, consiste de pequeños insectos y probablemente también de arañas.

### Reproducción
Se sabe muy poco sobre sus hábitos reproductivos. En la reserva biológica Augusto Ruschi, fueron observados adultos llevando alimento de forma repetida en el mes de octubre, por lo que se presume que sea el período de nacimiento de los polluelos.

### Vocalización
El canto es un «piiyr» claro y repetitivo, a menudo intercalado con notas tipo cotorreo.

## Sistemática

### Descripción original
La especie M. minor fue descrita por primera vez por el ornitólogo italiano Tommaso Salvadori en 1864 bajo el mismo nombre científico; localidad tipo «Brasil».

### Etimología
El nombre genérico femenino «Myrmotherula» es un diminutivo del género Myrmothera, del griego «murmos»: hormiga y «thēras»: cazador; significando «pequeño cazador de hormigas»; y el nombre de la especie «minor», proviene del latín: menor que.

### Taxonomía
Las similitudes en la morfología, comportamiento y vocalizaciones, sugieren que esta especie es pariente cercano de Myrmotherula schisticolor y M. sunensis. Las tres generalmente son agrupadas en el llamado «complejo de hormigueritos grises», del cual también forman parte M. axillaris, M. iheringi, M. fluminensis, M. behni, M. grisea, M. unicolor, M. snowi, M. longipennis, M. urosticta y M. menetriesii, a pesar de que este grupo posiblemente no sea monofilético. Es monotípica, o sea, no posee subespecies.